# Som-hegyi turistaház
A Som-hegyi turistaház turistaház a Pilisben, a Som-hegy északi oldalában. Közigazgatásilag Pilisszántó területén található, bár jóval közelebb van Pilisszentkereszthez, a településtől mintegy 1 kilométerre fekszik. Az épület kezelője a Pilisi Parkerdő Zrt.

## Történelem
A ház a 20. század elején épült szolgálati lakásként, és az 1970-es évekig erdészházként üzemelt. A vezetékes víz és áram hiánya miatt később az erdészek a faluban kerestek szállást. 1983-tól nyílt meg a turisták előtt az Országos Kéktúra útvonalához közel található épület.
A Pilisi Parkerdő Zrt. 2013-ban saját és tulajdonosi forrásból korszerűsítette az épületet: sor került a tető felújítására, a nyílászárók cseréjére, az áram, víz és szennyvízhálózat bekötésére, valamint a konyha felújítására. A 80 millió forintos beruházással megújult épületet Orbán Viktor miniszterelnök adta át.

## Közlekedés
A ház Pilisszentkereszt szélétől 500 m-re fekszik, de aszfaltozott út nem vezet fel hozzá. Gépkocsival murvás erdészeti úton érhető el, az erdészet külön engedélyével.

## Turizmus
A turistaház a nyári időszakban 30 (ebből 13 ágyon, 17 matracon), a téli időszakban (a melegvízellátás korlátozottsága miatt) 13 főnek tud szállást adni. A ház körül sátorhelybérléssel sátrazásra is van lehetőség, vizesblokk használattal. A házban büfé vagy étterem nem üzemel.
Megközelíthető az Országos Kéktúra útvonaláról (15. sz. szakasz) a kék négyzet jelzésen.